# 평택여자고등학교
평택여자고등학교(平澤女子高等學校)는 대한민국 경기도 평택시 세교동에 있는 공립 고등학교이다.

## 학교 연혁
- 1954년 7월 7일 : 평택여중 6학급, 평택여상 6학급 설립 인가
- 1954년 9월 5일 : 평택여상 1학년 2학급 모집, 개교
- 1963년 4월 2일 : 필드하키부 창단
- 1970년 10월 12일 : 학칙변경 평택여자종합고등학교로 교명변경. 가정과 1학급, 보통과 1학급, 상업과 3학급 인가(15학급)
- 1971년 9월 1일 : 평택여중·고 분리
- 1989년 6월 11일 : 세교동 신축교사 착공(6,685평, 교실 60실, 체육관 1동, 사임당관 1동)
- 1990년 4월 4일 : 신축교사 준공 및 이전
- 1993년 10월 25일 : 인조잔디구장 및 합숙소 준공
- 2003년 3월 1일 : 학칙변경으로 평택여자고등학교로 교명 변경
- 2011년 6월 28일 : 기숙사 신축공사 완공
- 2019년 3월 1일 : 학칙변경으로 보통과 8학급, 경영정보과 4학급, 특수 2학급(계 38학급) 인가
- 2023년 1월 4일 : 제66회 졸업(358명, 졸업생 누계 22,817명)
- 2024년 3월 1일 : 제24대 한성규 교장 취임

## 설치 학과
- 경영정보과
- 7차일반

## 참고 자료
- 평택여자고등학교 - 한국교육학술정보원 학교알리미